# 188 Menippe
188 Menippe este un asteroid din centura principală, descoperit pe 18 iunie 1878, de Christian Peters.